# Calamagrostis trichodonta
Calamagrostis trichodonta är en gräsart som först beskrevs av Hugh Algernon Weddell, och fick sitt nu gällande namn av Robert John Soreng. Calamagrostis trichodonta ingår i släktet rör, och familjen gräs. Inga underarter finns listade i Catalogue of Life.